# Tabuarorae
Tabuarorae (Taburari) ist ein Ort im südlichen Teil des pazifischen Archipels der Gilbertinseln nahe dem Äquator im Staat Kiribati mit einer Landfläche von 6 Hektar. 2020 wurden 223 Einwohner gezählt.

## Geographie
Tabuarorae ist der südlichste Ort auf dem Atoll Onotoa. Im Ort gibt es das Tabuarorae Maneaba, ein traditionelles Versammlungshaus, und eine protestantische Kirche sowie die Otan Kariraia Primary School. In dem breiten Ende des Riffsaums gibt es mehrere Lagunen.

## Klima
Das Klima ist tropisch heiß, wird jedoch von ständig wehenden Winden gemäßigt. Ebenso wie die anderen Orte der südlichen Gilbertinseln wird Tabuarorae gelegentlich von Zyklonen heimgesucht.